# Kokemäki
Kokemäki [ˈkokeˌmæki] (schwedisch Kumo) ist eine Stadt mit 6903 Einwohnern (Stand 31. Dezember 2022) in Südwestfinnland. Sie liegt rund 40 km östlich von Pori in der Landschaft Satakunta.
Sie liegt beiderseits des Flusses Kokemäenjoki, dem sie den Namen gab, und ist ländlich geprägt. Traditionell sind Landwirtschaft und die Fischerei im Fluss von Bedeutung, heute auch die metallverarbeitende Industrie. Größter Arbeitgeber ist mit rund 320 Beschäftigten die Stadtverwaltung.
Die Siedlung Kokemäki besteht seit dem Mittelalter; der finnischen Nationalheilige Heinrich von Uppsala verbrachte der Überlieferung nach im Jahr 1156 die letzte Nacht seines Lebens im Predigthaus des Hl. Heinrich, bevor er im benachbarten Köyliö vom Bauern Lalli erschlagen wurde. Die Mitra des Bischofs ziert heut das Stadtwappen.
Im Kirchdorf Kokemäki gibt es zwei Kirchen, zum einen eine 1786 erbaute Feldsteinkirche, zum anderen die heutige Pfarrkirche, eine hölzerne Kreuzkirche, 1886 erbaut nach Plänen von C.J. von Heideken. Von der mittelalterlichen Holzkirche des Ortes ist nur die Mitte des 16. Jahrhunderts aus Stein erbaute Sakristei erhalten.

## Ortsteile
Aakula, Askola, Haavasoja, Haistila, Hampula, Harola, Hassala, Herttola, Hintikkala, Huivoo, Hyrkölä, Järilä, Kaarenoja, Kakkulainen, Kankaantausta, Kareksela, Kaukaritsa, Kaurula, Kauvatsa, Keipilä, Ketola, Kiettare, Kiusala, Kokemäen kartano, Korkeaoja, Koskenkylä, Krannila, Krootila, Kuittilo, Kukola, Kuoppala, Kuurola, Kyttälä, Köömilä, Laikko, Lempainen, Mattila, Meinikkala, Paistila, Pappila, Peipohja, Pelhola, Penttilä, Pirkkinäinen (Birknäs), Pukkala, Pumpala, Purjala, Pyhänkorva, Pälpälä, Riste, Ronkka, Rudanko, Ruikkala, Ryytsälä, Sonnila, Säpilä, Talonen, Teikari, Tulkkila, Tuomaala, Vallila, Viikari, Villiö, Vitikkala, Vuolle (Vuoltee), Ylistaro, Äimälä, Öykkäri.

## Persönlichkeiten
- Kullervo Manner (1880–1939), Politiker und Kommunistenführer
- Eemil Nestor Setälä (1864–1935), Politiker